# 東レ・カーボンマジック
東レ・カーボンマジック株式会社（とうレ・カーボンマジック、英: Toray Carbon Magic Co., Ltd.）は、滋賀県米原市に本社を置く、主に炭素繊維強化プラスチック（CFRP）を使った製品の設計、解析を含む試作と製造を行う企業。またレーシングカーの製造を行うレーシングカーコンストラクターである。

## 沿革
- 2001年、前身の「童夢カーボンマジック」を設立（資本金3000万円、従業員30名）。
- 2006年、滋賀県米原市に本社工場を建設。タイに量産を受け持つ子会社、童夢コンポジット・タイランドを設立。
- 2012年、米原本社工場に第2工場増設。
- 2013年4月、東レは童夢カーボンマジックの全株式を取得し子会社化。東レ・カーボンマジック株式会社に社名変更。（東レ株式会社100％出資、資本金1億6250万円）。タイの量産子会社をカーボンマジック（タイランド）株式会社に社名変更[1]。
- 2014年、米原本社工場に第3工場増設（資本金4億8750万円）。
- 2015年、カーボンマジック（タイランド）新工場建設。
- 2018年11月、ムーンクラフトの全株式を取得、子会社化すると発表した[2]。

## 主な製品
前身の童夢カーボンマジックでは、レーシングカーの童夢・S102やF107のCFRPモノコックや外装パーツを製作した。2014年からSUPER GTのGT500クラスの共通パーツのモノコック、リアウイング、スキッドブロックを製作している。またEVレーシングカーの日産・リーフ NISMO RC_02のモノコック、前後共通サブフレーム等を製作した。自動車部品以外にも、飛行機、ドローン、車椅子、下町ボブスレーなどのCFRP製部品を製作している。

### レーシングカーコンストラクター
2022年8月、SUPER GT、FIA-F4を主催するGTアソシエイションは、FIA-F4で2024年シーズンより使用される、第2世代車両のサプライヤー体制を発表。シャシーは東レ・カーボンマジック、エンジンはトムスが開発・供給することが明らかとなった。第2世代FIA-F4車両はHaloに代表されるFIAの安全要件に準拠。モノコックの側壁は従来比強度10倍、耐貫通性能は1.7倍と安全性が向上する。
同年11月5日、2024年から導入される新シャシー「MCS4-24」を、モビリティリゾートもてぎで発表した。
また2024年からは、ホンダレーシングスクール鈴鹿の「HRS-Suzuka Formula」で使用されるスクールカーとして「HRS-F24」を供給する。

### 自転車
2022年4月に自転車業界に参入。2024年にはパリ五輪の自転車トラック競技日本代表選手が使用する自転車「V-IZU」を完成させた。フレームなどにカーボンを100平方メートルほど使用したもので、1台あたりの価格は税別1985万円。